# Oreste Ristori
Oreste Ristori (San Miniato, 1874 - Florencia, 1943) fue un periodista y militante anarquista individualista y anarcocomunista italiano. En el año 1904 editó la revista libertaria La Battaglia, militó arduamente contra la explotación de los inmigrantes italianos en las haciendas de café, realizando una intensa campaña contra la inmigración para Brasil. Se empeñó en la creación de escuelas libertarias siguiendo el modelo propuesto por Francisco Ferrer para los hijos de campesinos y obreros. Desde su llegada a Brasil pasó a ser sistemáticamente perseguido por el gobierno, hasta finalmente ser expulsado por la dictadura de Getúlio Vargas en 1936 retornando a Italia.

## Vida
Oreste nació en una familia de campesinos pobres en las inmediaciones de San Miniato en Pino, el 12 de agosto de 1874. Su padre Egidio Ristori era un pastor de ovejas, su madre de nombre Massima Gracci auxiliaba a la familia en los quehaceres domésticos y realizaba pequeños trabajos rurales . Antes de cumplir diez años cambió con su familia a Empoli (Santa Chiara) en busca de mejores condiciones de vida. En 1880 nació su hermana que recibía el nombre de Linda Ristori. En aquellos años de profunda crisis económica en que el hambre en las capas populares se hizo tantas veces presente, ocurrieron violentos enfrentamientos entre las diferentes clases sociales.
Desde muy joven Ristori tuvo que aprender a cuidar de sí mismo. En su adolescencia sobrevivió participando de algunos asuntos y actividades vistas como ilegales. A finales del siglo XIX, en la ciudad de Empoli y en sus alrededores existían muchos grupos anarquistas en actividad, comprometidos principalmente en la defensa de los trabajadores que por largos períodos quedaban desempleados llevando a éstos y sus familias al hambre ya la miseria.
Sin ninguna instrucción previa ni expectativas, Ristori se aproximó gradualmente de los grupos anarquistas que se reunían en los mercados y bares en los espacios centrales de su ciudad. En una edad precoz pasó a formar parte de uno de esos colectivos tomando parte en actos de repudio a la explotación laboral, a la violencia de los aparatos estatales contra los trabajadores, así como a los altos impuestos cobrados por la Corona del Rey Humberto I de Italia de la Casa de Savoia.
A partir de este contacto con anarquistas, en su mayoría ilegalistas, a los 17 años de edad Oreste ya se consideraba él mismo un anarcoindividualista e ilegalista, y no sólo ponía él mismo en práctica diversas acciones transgresoras, sino que también se mostraba portador de una gran capacidad oratoria que le rendiría aún en Empoli el apodo de "Bocón".

### Prisión
Entre las posibles acciones de su autoría, fue acusado aún a los 17 años de incendiar la casa tributaria de Empoli, lugar donde los impuestos eran guardados para ser enviados al gobierno central. Al ser absuelto del proceso por falta de pruebas Ristori fue condenado por asociación ilícita. Así comienza su peregrinación forzada por diversas prisiones italianas: de Ústica a Ponza, de Porto Ercole a las Trémiti, alojado en prisiones superpobladas en condiciones inhumanas en las que Oreste sobrevivió entre ladrones y asesinos, como ocurría con muchos otros presos políticos. Endurecido por el tiempo en las prisiones Oreste comenzaría a elaborar un plan que después de ir a América del Sur pondría en práctica. A esa época escribió su primer artículo sobre las terribles condiciones en que se encontraban los encarcelados, este fue publicado en varias revistas anarquistas.
Después de ser repatriado después de un intento de fuga a Francia, Oreste decidió dejar Italia rumbo a América del Sur viaje que hizo sin pasaporte embarcando en un barco como clandestino.

### En Argentina y Uruguay
En 1902 llegó a Buenos Aires, la primera parada del barco en que viajaba. A los pocos días entra en contacto con anarquistas argentinos e italianos inmigrados que se impresionaron con su trayectoria. Un año, después de realizar acciones ilegales y apoyar a los trabajadores y sus organizaciones, fue deportado por el gobierno argentino de vuelta a Italia. En esa época el gobierno argentino emitió una nota afirmando que Oreste no era una persona bienvenida en su territorio.
Fue expulsado del territorio argentino y embarcado. Sin embargo, en la primera parada del barco en Montevideo, Oreste no sólo logró escapar sino que también tuvo el coraje y astucia suficientes para conseguir que le reembolsen la mitad del valor del billete de viaje pagado por el gobierno argentino, declarando que había entrado posteriormente a bordo. En Montevideo, un año después, fue nuevamente arrestado para ser deportado a su país de origen. Pero esta vez, ayudado por amigos que le consiguieron un barco, escapó lanzándose al mar. En el Uruguay, Oreste se convirtió en una referencia entre los libertarios del Río de la Plata, y era muy estimado por sus largos discursos. Viviendo en Montevideo, en 1903, durante una fiesta organizada por anarquistas, Ristori conoció a Mercedes Gomes, el gran amor de toda su vida y de quien sería inseparable hasta 1936.

### En Brasil
Junto con Mercedes Gomes, ese mismo año Ristori se mudó a Brasil y vivió en la ciudad de São Paulo. En 1904 pasaron a publicar la revista La Battaglia realizando el gran sueño de su vida. En la publicación semanal, parte en lengua portuguesa y parte en lengua italiana, Oreste Ristori tuvo como colaboradores a otros anarquistas inmigrantes de Italia como Alessandro Cerchiai y Gigi Damiani.
Rápidamente La Battaglia se convirtió en un marco de referencia para todos los desheredados de Italia, denunciando la explotación y las condiciones inhumanas a las que estaban sujetos los trabajadores de origen italiano, llevados a granjas distantes donde permanecían aislados e inaccesibles y sujetos a todo tipo de abuso por parte de los terratenientes, que les tenían a menudo como casi esclavos blancos. En 1906 sus talleres fueron allanados por la policía.

### Retorno a la región del Plata
En 1912 Ristori y Mercedes se mudaron a Argentina dejando la edición de La Battaglia bajo los cuidados de Gigi Damiani. Allí fundaron la revista El Burro, publicada mensualmente con ilustraciones y caricaturas, de contenidos anticlericales. En El Burro Oreste buscó reproducir la eficacia gráfica de las revistas anarquistas italianas Asino di Podrecca y Galantara con sus formidables diseños satíricos. El éxito fue inmediato y la revista llegó a alcanzar una tirada tremenda.
Gracias a su militancia y al éxito de su revista en 1919 Oreste Ristori fue nuevamente preso y colocado en un barco para ser deportado a Italia. Y por tercera vez logró escapar tirándose al mar. Cuenta la leyenda en gran medida alimentada por él mismo y por sus amigos paulistas que al tirarse del barco Oreste no habría golpeado el agua sino una barca de rescate que se encontraba justo debajo. En la caída él habría fracturado las dos piernas, motivo por el cual permaneció cojo por el resto de su vida. De allí en adelante viviría en Montevideo con su compañera hasta 1922.

### Nuevamente en Brasil
En 1922 volvió a la ciudad de São Paulo donde se estableció, y ejerció discretamente algunas actividades políticas. Continuó difundiendo el anarquismo en el medio obrero paulista a través de un nuevo periódico llamado L'Alba Rossa. Al mismo tiempo Oreste incentivó la implantación de la Escuela Moderna siguiendo los preceptos apuntados por el educador español Francisco Ferrer para los hijos de las clases populares de todo el Estado de São Paulo.
Por esa época, grandes anarquistas e intelectuales venidos de Italia solían reunirse en el Café Guaraní, en la calle Quince, en las proximidades de la plaza Antonio Prado, para calurosos debates sobre los últimos acontecimientos políticos en el mundo. Oreste se encontraba semanalmente con Antonio Piccarolo, Paolo Mazzoldi (director del semanario Don Chisciotte), Alessandro Cerchiai y Gigi Damiani (entonces directores de La Battaglia). 
En la década de 1930 Oreste Ristori fue  "mentor literario" de la escritora Zélia Gattai (futura pareja de Jorge Amado), por aquellos años una joven que se iniciaba en la literatura. 
Con la llegada del dictador Getúlio Vargas al poder su militancia se volvió nuevamente enérgica. Pasó a criticar las acciones del gobierno, a los ojos del cual se convirtió en un elemento indeseado, pasando a ser investigado minuciosamente. Ristori fue fichado por el DEOPS/ SP (departamento de policía paulista) como militante comunista, participante del Comitê Antiguerreiro e Antifascista donde realizaba campañas contra la guerra en Abisinia y Etiopía, en esa época bajo la expansión colonialista italiana.
En el año de 1935, tras realizar una conferencia en una reunión de la liga antifascista, Oreste vio como eran sus libros y boletines confiscados, clasificados como materiales subversivos, luego de una orden de allanamiento y detención en su morada en São Paulo.

### Regreso a Europa
Al año siguiente (1936) Oreste Ristori fue expulsado de Brasil, siendo repatriado y conducido hasta la ciudad de Génova donde fue entregado a la policía fascista, pero en esa ocasión nuevamente logró escapar, retornando a Empoli por un corto período. Al recibir noticias de la Guerra Civil Española Oreste viaja para España integrando las tropas de las Brigadas Internacionales que luchan contra las tropas de Francisco Franco.
Durante este período Ristori se aferró a la esperanza de poder regresar a América del Sur donde Mercedes permanecía a su espera. Las cartas intercambiadas entre los dos son todavía hoy evidencias de un amor indestructible.
Con el triunfo del dictador Franco y el fin de la guerra en España, Oreste Ristori se mudó a Francia donde vivió hasta 1940 cuando fue deportado de nuevo a Italia por el Gobierno de Philippe Pétain (un gobierno títere instalado bajo el control de los nazis). Nuevamente en Empoli, intentó reconstruir su vida con el auxilio de antiguos compañeros que aún se acordaban de él. Durante un tiempo vivió en el albergue y restaurante Maggino en Canto Ghibellino. Más tarde se mudó a Spicchio, donde trabajó en un taller de ampliación fotográfica, intentando no exponerse demasiado debido a que sus condiciones de salud habían empeorado.

### Muerte
Sin embargo, abandonó su actitud discreta con la caída del gobierno de Mussolini el 25 de julio de 1943. Ristori fue uno de los principales articuladores de una manifestación no autorizada en el centro de la ciudad. Fue inmediatamente arrestado y cuando estaba siendo conducido a uno de los cuarteles, se volvió al comandante de policía responsable de la operación y le llamó "frígido" ("gelataio"). Fue inmediatamente llevado a Murate en Florencia donde fue acusado de injuriar a un oficial público.
En la mañana del 2 de diciembre de 1943, Oreste Ristori fue conducido al campo de tiro por policías fascistas, y allí fue fusilado junto a otros cuatro compañeros anarquistas.

## Legado
Oreste Ristori es casi una figura legendaria entre los anarquistas brasileños. En São Paulo existe una calle y una plaza dedicada a él. Su nombre es mencionado en todos los textos que hablan de la historia del movimiento anarquista en América del Sur. Las dos publicaciones que creó fueron durante años espacios de divulgación de noticias, que resistieron incluso en tiempos de terribles conflictos sociales.

## Obras
- Oreste Ristori, "Che cos'è il domicilio coatto", L'Avanti, 15-Gennaio-1899
- Oreste Ristori, "Contra a immigraçao", San Paolo 1906
- Oreste Ristori, "Le polemiche sull'Anarchia", San Paolo, 1907
- Oreste Ristori, "Le corbellerie del collettivismo", San Paolo s.d.
- Oreste Ristori, "Le infamie secolari del Cattolicesimo", San Paolo, 1908
- Oreste Ristori, "Con Mosè o con Darwin", Buenos Aires, 1919 (attualmente non reperibile)